# Rhys Weston
Rhys David Weston (Londra, 27 ottobre 1980) è un ex calciatore gallese, di ruolo difensore.

## Carriera

### Club
Durante la sua carriera ha giocato con varie squadre di club, tra cui anche l'Arsenal, con cui ha debuttato da professionista nel 1999.

### Nazionale
Conta 7 presenze con la Nazionale gallese.

## Palmarès

### Club

#### Competizioni nazionali
- Coppa d'Islanda: 3

KR Reykjavík: 2012
- Coppa di lega islandese: 1

KR Reykjavík: 2012
- Supercoppa d'Islanda: 1

KR Reykjavík: 2012

## Statistiche

### Cronologia presenze e reti in Nazionale
| Cronologia completa delle presenze e delle reti in nazionale ― Galles | Cronologia completa delle presenze e delle reti in nazionale ― Galles | Cronologia completa delle presenze e delle reti in nazionale ― Galles | Cronologia completa delle presenze e delle reti in nazionale ― Galles | Cronologia completa delle presenze e delle reti in nazionale ― Galles | Cronologia completa delle presenze e delle reti in nazionale ― Galles | Cronologia completa delle presenze e delle reti in nazionale ― Galles | Cronologia completa delle presenze e delle reti in nazionale ― Galles |
| Data                                                                  | Città                                                                 | In casa                                                               | Risultato                                                             | Ospiti                                                                | Competizione                                                          | Reti                                                                  | Note                                                                  |
| --------------------------------------------------------------------- | --------------------------------------------------------------------- | --------------------------------------------------------------------- | --------------------------------------------------------------------- | --------------------------------------------------------------------- | --------------------------------------------------------------------- | --------------------------------------------------------------------- | --------------------------------------------------------------------- |
| 2-6-2000                                                              | Chaves                                                                | Portogallo                                                            | 3 – 0                                                                 | Galles                                                                | Amichevole                                                            | -                                                                     |                                                                       |
| 21-8-2002                                                             | Varaždin                                                              | Croazia                                                               | 1 – 1                                                                 | Galles                                                                | Amichevole                                                            | -                                                                     |                                                                       |
| 20-11-2002                                                            | Baku                                                                  | Azerbaigian                                                           | 0 – 2                                                                 | Galles                                                                | Qual. Euro 2004                                                       | -                                                                     |                                                                       |
| 12-2-2003                                                             | Cardiff                                                               | Galles                                                                | 2 – 0                                                                 | Bosnia ed Erzegovina                                                  | Amichevole                                                            | -                                                                     |                                                                       |
| 10-9-2003                                                             | Cardiff                                                               | Galles                                                                | 1 – 1                                                                 | Finlandia                                                             | Qual. Euro 2004                                                       | -                                                                     |                                                                       |
| 11-10-2003                                                            | Cardiff                                                               | Galles                                                                | 2 – 3                                                                 | Serbia e Montenegro                                                   | Qual. Euro 2004                                                       | -                                                                     |                                                                       |
| 9-2-2005                                                              | Cardiff                                                               | Galles                                                                | 2 – 0                                                                 | Ungheria                                                              | Amichevole                                                            | -                                                                     |                                                                       |
| Totale                                                                |                                                                       | Presenze                                                              | 7                                                                     |                                                                       | Reti                                                                  | 0                                                                     |                                                                       |

## Palmarès
- FAW Premier Cup: 1

Cardiff City: 2001-2002